# Trautonium

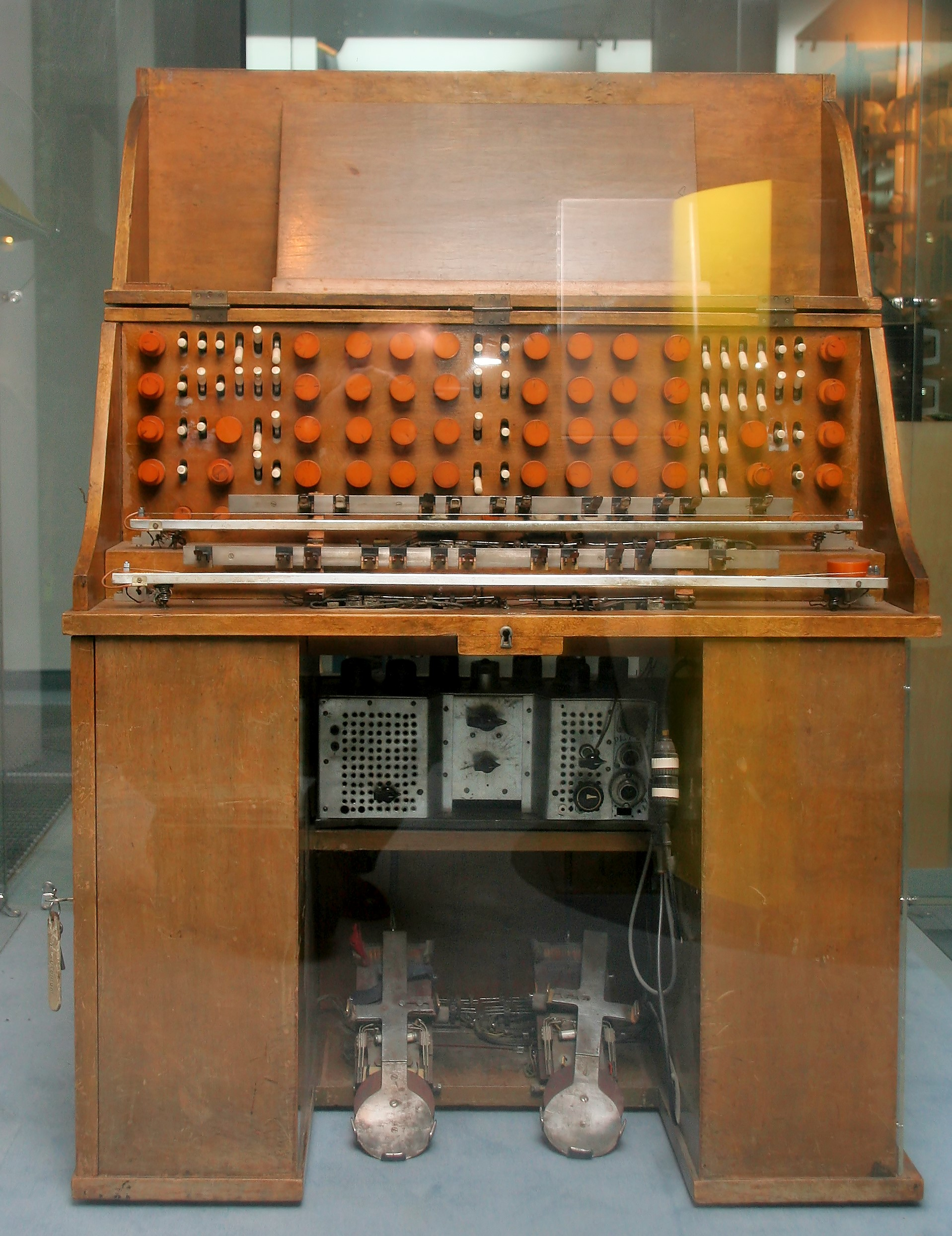
Un des deux Mixturtrautonium, exposé au Deutsches Museum de Bonn

Le trautonium est un instrument de musique électronique monodique, créé vers 1929 par Friedrich Trautwein à Berlin. Ce dernier fut bientôt rejoint par Oskar Sala, qui poursuivit le développement de son invention jusqu'à sa mort en 2002. 

## Fonctionnement
L'instrument n'est pas actionné par un clavier, mais grâce à une corde, électriquement résistante, que l’interprète presse sur un rail métallique souple, lui-même partie supérieure d'une résistance contrôlant le volume. Il est possible d'obtenir un jeu expressif utilisant le vibrato, les glissandi sur 3 octaves et les nuances dynamiques, en variant la pression. La technique de jeu est celle d'un violon, à la différence que toutes les positions sont identiques.

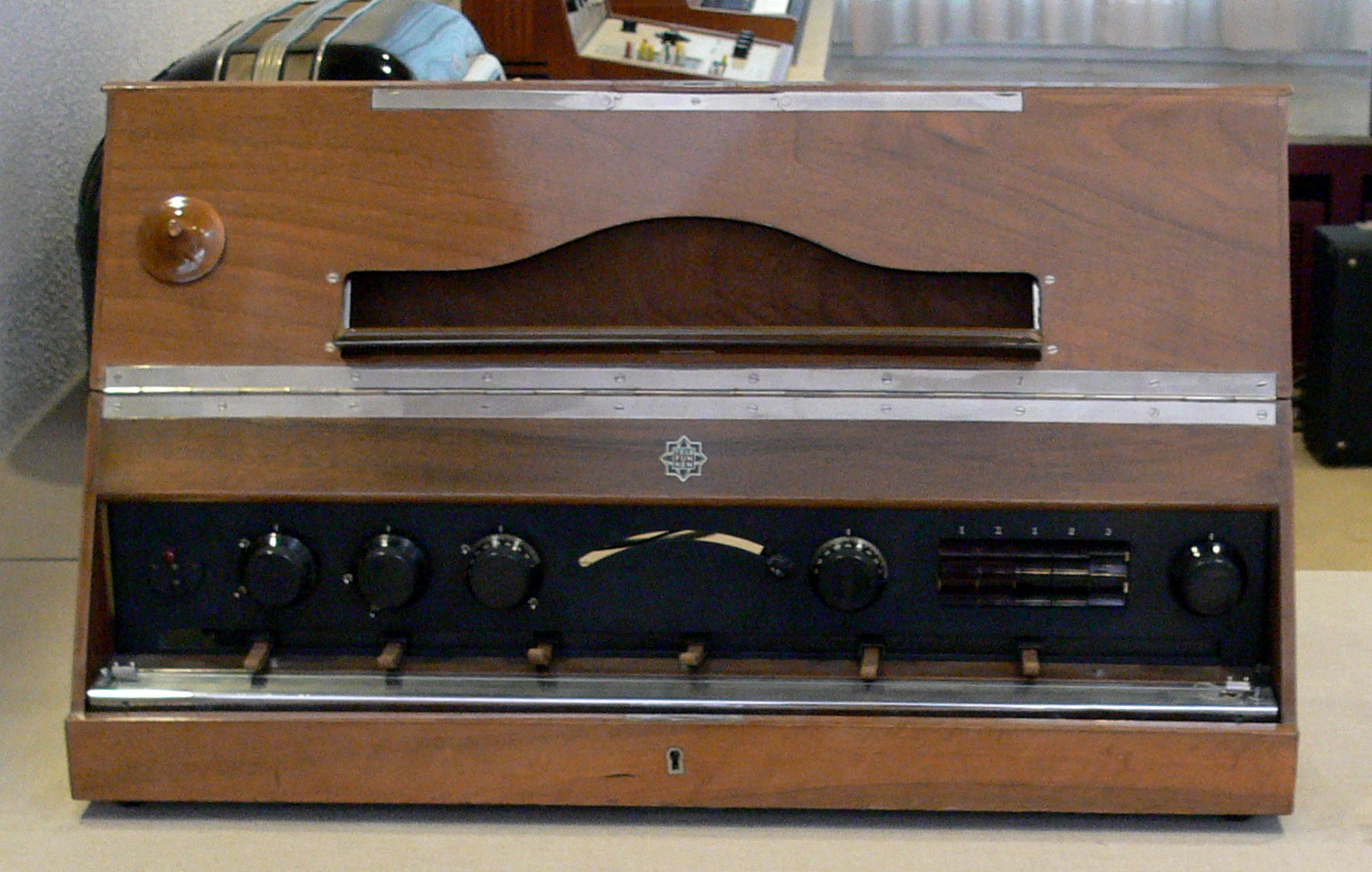
Volkstrautonium MIM

Il a existé plusieurs versions du trautonium, depuis le Volkstrautonium (trautonium du peuple), version simplifiée construite sans succès commercial par Telefunken depuis 1933, jusqu'au trautonium de concert à deux cordes (deux voix) et un système de pédales et genouillères permettant un jeu plus flexible.
Un des premiers perfectionnements apportés par Sala fut un commutateur pour modifier l'accord de l'instrument. Il ajouta ultérieurement un générateur de bruit, un générateur d'enveloppe (Schlagwerk), des filtres formants (plusieurs filtres passe-bande) et des oscillateurs subharmoniques. Ces oscillateurs enrichissent le son en ajoutant des fréquences inférieures à la fondamentale. Jusqu'à quatre fréquences peuvent ainsi s'ajouter à la fondamentale, selon une sélection effectuée par l'instrumentiste. D'où le nom, Mixturtrautonium, attribué au nouvel instrument. Oskar Sala a contribué à la bande-son de plusieurs films, la plus connue étant les bruits conçus pour Les Oiseaux d'Alfred Hitchcock. Le mixturtrautonium fut utilisé pour créer la bande son du film d’Alfred Hitchcock en 1962, The Birds (Les Oiseaux), en rendant de manière assez réaliste cris d’oiseaux et battements d’ailes.
Le trautonium serait le pendant allemand des Ondes Martenot, puisque les deux partent du même principe : une technique de jeu d'instrument à cordes au service d'un instrument électronique dont le son est la résultante de deux hautes fréquences. De plus, l'époque des inventions est semblable. La raison pour laquelle le trautonium n'a pas connu tant de succès est probablement son extrême flexibilité. Alors que les Ondes Martenot ont un nombre réduit de réglages (timbres) parfaitement codifiables, le son du trautonium est influencé par des réglages continus, impossibles à définir précisément sur une partition. Une autre différence est l'absence, sur le trautonium, d'un clavier permettant des passages hautement virtuoses. Le trautonium a donc connu une carrière beaucoup plus axée sur l'improvisation, essentiellement sous les doigts d'Oskar Sala.
Le fabricant d'instruments électroniques allemand Doepfer fournit des surfaces de contrôle de type ruban métallique, dotées d'interfaces MIDI, permettant de contrôler des synthétiseurs actuels (2018) à la façon du trautonium. On peut également trouver une version du trautonium en plugin au format VST.

## Utilisations
En 1962, la bande son du film Les Oiseaux d'Alfred Hitchcock a été réalisée avec un trautonium.
Paul Hindemith, Hanns Eisler, Carl Orff, Harald Genzmer, Jürg Baur et d'autres ont écrit des pièces pour trios, quatuors, concertos avec orchestre, etc.
Agnès Obel utilise en 2016 le trautonium dans son album Citizen of Glass,.